# Borough of Gravesham
Borough of Gravesham är ett distrikt (motsvarande kommun) i grevskapet Kent i England, Storbritannien. Distriktet har 106 970 invånare (2022). Större orter är Gravesend och Northfleet. Den centrala delen av distriktet saknar civil parishes, medan ytterområdena är indelade i sex civil parishes.